# Родриго Паласио
Родриго Паласио (на испански: Rodrigo Sebastián Palacio Alcalde) е аржентински футболист, бивш национал. Сребърен медалист от СП 2014.